# Костенец дагестанский
Костенец дагестанский (лат. Asplenium daghestanicum) — вид папоротников рода Костенец (Asplenium) семейства Костенцовые (Aspleniaceae). Растение описано в 1906 году швейцарским ботаником Германом Кристом.

## Распространение, описание
Узкоареальный эндемик Дагестана (Россия), распространённый в Агульском и Хивском районах. Растёт на шести природных участках, на влажных сланцевых скалах.
Травянистый папоротник небольшого размера с коротким корневищем. Длина вай (листьев) — 6—12 см. Спороносит в июне—августе. Спорангии размещены на жилках на нижней поверхности вайи.

## Замечания по охране
Изменение климата на участках произрастания вида вызывает угрозу для его существования. Костенец дагестанский находится на грани исчезновения («critically endangered») согласно данным Международного союза охраны природы. Площадь участков произрастания оценивается примерно в 60 км²; общая численность экземпляров составляет 1500—2500 (более 250 экземпляров в каждой субпопуляции).
Включён в Красную книгу России и Республики Дагестан (ещё раньше включался в Красную книгу РСФСР).